# Caixa de Pensions per a la Vellesa i d'Estalvis (Vic)
La Caixa de Pensions per a la Vellesa i d'Estalvis és una obra noucentista de Vic (Osona) protegida com a Bé Cultural d'Interès Local.

## Descripció
Casa de pisos que fa xamfrà entre el c/ Verdaguer i la Rmabla Davallades. Consta de planta baixa i tres pisos. L'estructura de la planta i de l'alçat són un xic complexes. El portal principal es troba a l'angle que formen els dos carrers, formant una cúpula a la part superior. La planta baixa i el primer pis són més alts que la resta de l'edificació. Presenta alguns elements ornamentals d'inspiració clàssica com són alguns frontons semicirculars i columnes corínties. És construïda bàsicament amb pedra artificial. L'estat de conservació és bo.

## Història
Aquest edifici es troba entre la Rambla, és a dir fora l'antic recinte emmurallat, i el c/ Verdaguer que s'obrí arran de la construcció de l'estació ferrocarril, que s'inaugurà el 1875 i es reformà al 1910. L'edifici de la Caixa no es construí fins al 1928 i es reformà vers la dècada dels anys 40 del segle xx. Com indica a la placa commemorativa que ostenta l'edifici, datada del 4 de juny de 1949, l'edifici està dedicat a Gabriel d'Aviles (1735-1810), virrei del Perú. És obra de l'arquitecte Domènech Verdaguer.
Inscripció de la placa: "Gabriel de Aviles 1735-1810 Virrey del Perú. Gobernador capitan general y presidente de la Real Academia de Lima/ Virrey gobernador y capitan general de las provincias del rio de Plata. Presidente de la Real Audiencia de Buenos Aires/ Capitan general y presidente de la Real Audiencia de Chile/ La ciudad de Vic erige esta memoria a su hijo insigne".